# Liste der Kulturdenkmäler in Walshausen
In der Liste der Kulturdenkmäler in Walshausen sind alle Kulturdenkmäler der rheinland-pfälzischen Ortsgemeinde Walshausen aufgeführt. Grundlage ist die Denkmalliste des Landes Rheinland-Pfalz (Stand: 14. Dezember 2023).

## Einzeldenkmäler
| Bezeichnung | Lage                 | Baujahr         | Beschreibung                                                                             | Bild            |
| ----------- | -------------------- | --------------- | ---------------------------------------------------------------------------------------- | --------------- |
| Hofanlage   | Bahnhofstraße 6 Lage | 19. Jahrhundert | breitgiebliger Krüppelwalmdachbau, anschließend Stallgebäude, 19. Jahrhundert            | BW              |
| Schulhaus   | Mühlstraße 3 Lage    | 1840/41         | ehemalige Schule; hoch aufgesockelter klassizistischer Putzbau, 1840/41, 1900 vergrößert | Fotos hochladen |